# Cobden, Illinois
Cobden är en ort (village) i Union County i Illinois. Vid 2010 års folkräkning hade Cobden 1 157 invånare.